# Wołokonsk
Wołokonsk (ros. Волоконск) – wieś (ros. село, trb. sieło) w zachodniej Rosji, centrum administracyjne sielsowietu wołokonskiego w rejonie bolszesołdatskim obwodu kurskiego.

## Geografia
Miejscowość położona jest 13 km od centrum administracyjnego rejonu (Bolszoje Sołdatskoje), 63 km od Kurska.

## Demografia
W 2010 r. miejscowość zamieszkiwały 242 osoby.